# Chicago Public Media

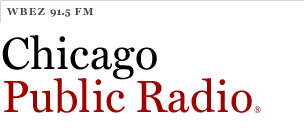
Senderlogo

Chicago Public Media (CPM) ist ein nichtkommerzieller, freier Hörfunksender aus Chicago und sendet via WBEZ. Das Programm wird in erster Linie durch Hörerspenden finanziert. Der Sender arbeitet eng mit den beiden US-amerikanischen Netzwerken National Public Radio und Public Radio International zusammen.
Bekannt ist das Chicago Public Media unter anderem für seine wöchentliche Magazinsendung This American Life, die auch als Podcast verbreitet wird.
Mit Wirkung zum 31. Januar 2022 übernimmt CPM die Zeitung Chicago Sun-Times.

## Stationen
CPM sendet über Chicagos Haupt Public-Radio-Station WBEZ (rebroadcasted von WBEQ in Morris, Illinois und W216CL in Chicago, Illinois) sowie über WBEW in Chesterton, Indiana.